# سمكة وادي محالة
سمكة وادي محالة (بالإنجليزية: Cyprinion mhalensis)‏ هي نوع من أسماك شعاعيات الزعانف في جنس الشبوطيات. وهي مستوطنة في الجزء الشرقي من جبال السروات ولا توجد إلا في المملكة العربية السعودية حيث توجد في الروافد العليا للأودية. تم تسجيلها من المياه الجارية الضحلة والدائمة والبطيئة، وكذلك من التيارات المتقطعة.

## الوصف
هي أسماك صغيرة أو متوسطة الطول نوعا ما حيث بلغ أقصى طول قياسي مسجل 10.5 سم، ويوجد زوجين من اللوامس الفمية باربل متساوية الطول، يوجد أمام الزعنفة الظهرية ثلاثة أشواك إثنتان صغيرتان وثالثة كبيرة ذات حافة خلفية مسننة.

## رتبة الشبوطيات
هي إحدي رتب الأسماك شعاعية الزعانف حيث أن سمكة وادي محالة تصنف منها. تعد الاشبوطيات واحدة من أكثر رتب الأسماك أهمية حيث تضم مايزيد على 3250 نوع. العديد من أسماك هذه الرتبة تُسخدم في التربية أو يتم أصطيادها للغذاء كما تعتبر هذه الرتبة بمثابة مجموعة الماء العذب السائدة في عدة أجزاء من العالم. لاتوجد لأسماك هذه الرتبة أشواك كتلك التي لأسماك رتبة شوكية الزعانف Perciformes على الرغم من أن العديد منها ذات أشعة متصلبة وشوكية في مقدمة الزعنفة الظهرية والشرجية.
الحراشف عادة موجودة في أغلب أسماك الرتبة ولكن البعض منها يفتقد الحراشف كما يفتقر البعض للأسنان في الفكين في حين يمتلك البعض الآخر فكوكاً مزودة بالأسنان. لأغلبها أسنان على العظام البلعومية (أسنان بلعومية) وهي متحورة طبقاً للعادات الغذائية للأنواع المختلفة.
تنتمي لهذه الرتبة في المملكة العربية السعودية عائلة الشبوطيات والتي تتمثل في أربعة أجناس والتي يتبعها عدة أنواع كما يلي :

### جنس بربس والذي يمثله النوعان[4]
- باربوس أرابيكوس
- باربوس أبوينسيس

### جنسسيبرينيون يمثله نوعان[4]
- سيبرينيون مالينسيس
- سيبرينيون أسيناس حجازي

## روابط خارجية
- الحياه البرية في المملكة العبية السعودية